# Макмайкл, Альф
Альфред (Альф) Макмайкл (англ. Alfred (Alf) McMichael; 1 октября 1927, Белфаст — 7 января 2006, Белфаст) — североирландский футболист, левый защитник.

## Биография
Альф Макмайкл родился 1 октября 1927 года в британском городе Белфаст.
Занимался футболом в «Клифтонвилле».
Играл на позиции левого защитника. В 1945—1949 годах выступал за «Линфилд» из Белфаста. В его составе трижды становился чемпионом Северной Ирландии (1946, 1949—1950), по разу — вторым (1948) и третьим (1947) призёром, три раза выигрывал Кубок (1946, 1948, 1950).
В 1949 году перешёл в «Ньюкасл Юнайтед», за который выступал в течение 13 сезонов до конца карьеры. Провёл в чемпионате Англии 402 матча, забил 1 гол. В составе Ньюкасла выиграл Кубок Англии в 1952 году. Также был в составе команды в победных сезонах Кубка 1950/51 и 1954/55, но оба раза из-за травм не сыграл в финале.
В 1949—1960 годах провёл 40 матчей за сборную Северной Ирландии, мячей не забивал. В 1958 году провёл 5 игр на чемпионате мира в Швеции, где североирландцы дошли до четвертьфинала. В 1952—1953 годах был капитаном сборной Северной Ирландии.
Знаменитый нападающий сборной Англии Стэнли Мэтьюз называл Макмайкла одним из лучших левых защитников, против которых ему доводилось играть.
По окончании игровой карьеры стал тренером. В 1963—1969 годах возглавлял «Саут-Шилдс», с которым в сезоне-1966/67 выиграл Северную региональную лигу Англии. В сезоне-1971/72 тренировал североирландский «Бангор».
Впоследствии покинул футбол, работал на верфи Harland & Wolff в Белфасте.
Умер 7 января 2006 года.

## Достижения

### Командные
«Линфилд»
- Чемпион Северной Ирландии (3): 1945/46, 1948/49, 1949/50.
- Серебряный призёр чемпионата Северной Ирландии (1): 1947/48.
- Бронзовый призёр чемпионата Северной Ирландии (1): 1946/47.
- Обладатель Кубка Северной Ирландии (3): 1945/46, 1947/48, 1949/50.

«Ньюкасл Юнайтед»
- Обладатель Кубка Англии (1): 1951/52.

## Память
Введён в Зал славы футбола Северной Ирландии.